# Малый Ханмей
Малый Ханмей — река в Приуральском районе Ямало-Ненецкого АО, левая составляющая (исток) реки Ханмей, которую образует, сливаясь с Большим Ханмеем у западной окраины железнодорожной станции Обская (район города Лабытнанги). Длина реки составляет 66 км.
- В 20 км от устья, по левому берегу реки впадает река Ханмейшор.
- В 28 км от устья, по правому берегу реки впадает река Евъёган

## Данные водного реестра
По данным государственного водного реестра России относится к Нижнеобскому бассейновому округу, водохозяйственный участок реки — Обь от впадения реки Северная Сосьва до города Салехард, речной подбассейн реки — бассейны притоков Оби ниже впадения Северной Сосьвы. Речной бассейн реки — (Нижняя) Обь от впадения Иртыша.
Код объекта в государственном водном реестре — 15020300112115300031685.